# Фьорини, Ландо
Ландо Фьорини (итал. Lando Fiorini; 27 января 1938 — 9 декабря 2017) —  итальянский актёр и певец на итальянском языке и  его римском диалекте (романеско).

## Карьера
За более чем 50-летнюю карьеру он выпустил 25 музыкальных альбомов и сыграл несколько ролей в кино, включая «Синг-синг» с Адриано Челентано и Энрико Монтесано. Также популярность имело его кабаре-шоу Ma ‘ndo vai se il decoder non-ce l’hai, в сатирической форме высмеивавшее пороки и странности местного телевидения.

## Дискография
- 1963 —  Rugantino
- 1964 —  Roma Mia
- 1966 —  Passeggiate romane
- 1970 —  E questo amore
- 1971 —  Bella quanno te fece mamma tua
- 1972 —  Roma ieri e oggi
- 1974 —  Roma ruffiana
- 1975 —  A Roma è sempre primavera
- 1976 — Passa la serenata / Una preghiera per Roma sparita
- 1977 — Co’ amore e co’ rabbia
- 1982 — Mozzichi e baci
- 1984 — Souvenir di Roma / Momenti d’amore
- 1985 — Tra i sogni e la vita
- 1986 — Le più belle canzoni romane
- 1991 — E adesso l’amore
- 1993 — Puff…Lando ed altri successi
- 1995 — Una voce… una città
- 1996 — Ci sarà pure un grande amore
- 2000 — Roma, un sogno dentro una canzone
- 2001 — Forza Roma
- 2002 — Favole, sonetti di Trilussa e canzoni di Lando Fiorini
- 2002 — Tra le gente
- 2005 — Come se po’ spiega’ cos’è l’amore
- 2005 — Così è la Vita
- 2007 — 100 Campane 100 Canzoni
- 2010 — Ti presento Roma mia

## Фильмография
- Высокое давление[англ.] (1965) — камео
- Storia di fifa e di coltello - Er seguito d'er più[итал.] (1972) — Вердиккьо
- Синг-Синг (1983) — Итало Мастронарди (первая новелла)